# Колос (старий стадіон, Бучач)
Стадіон «Колос», або міський стадіон — легкоатлетично-футбольна спортивна арена в м. Бучач. Розташований на горі «Федір» поряд з головним міським кладовищем. Перебуває в занедбаному стані.

## Історія

### Дорадянський період

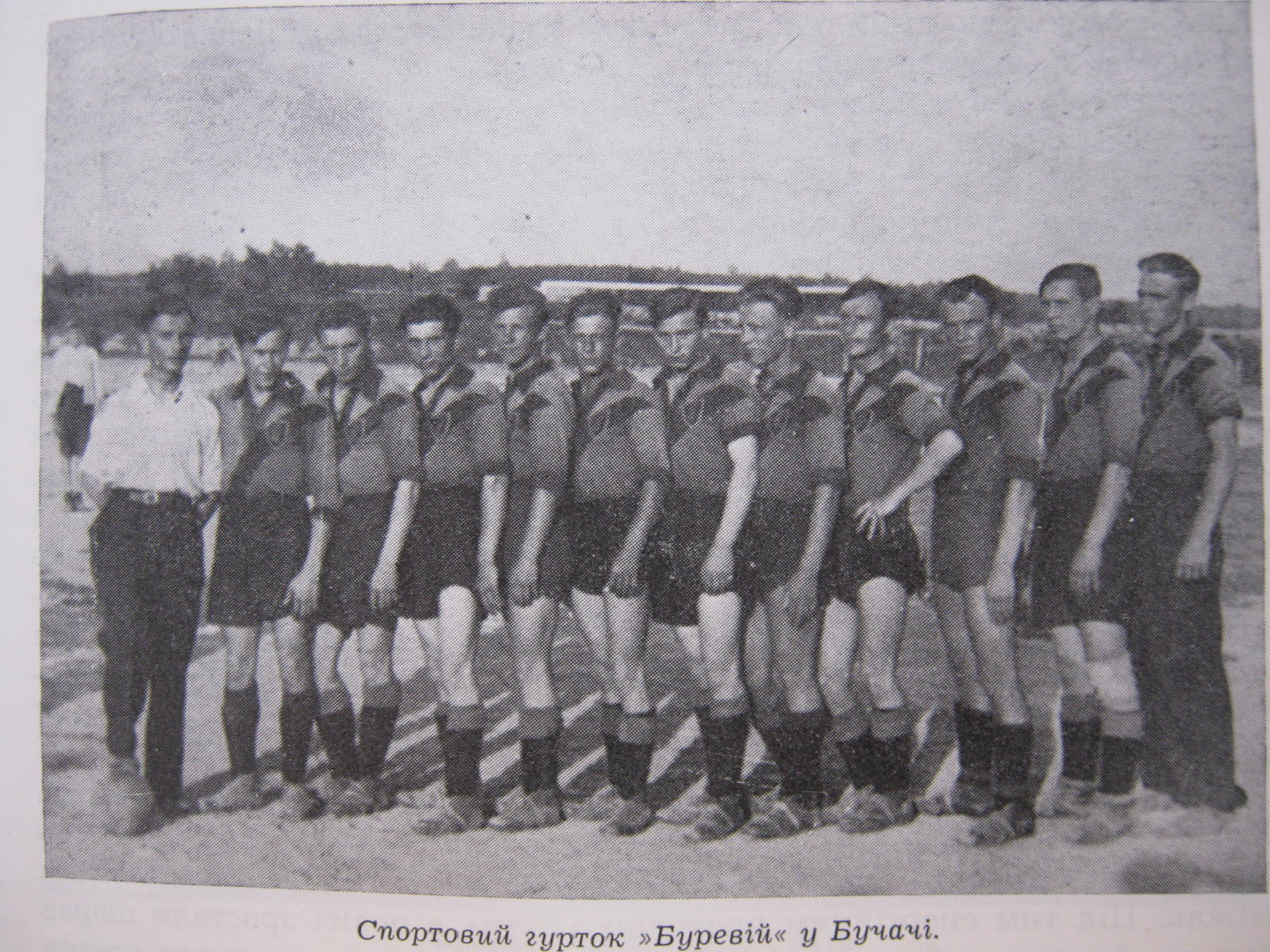
ФК «Буревій» (4-й зліва Воронюк Володимир

На футбольній площадці, яка не мала трибун, до другої світової війни проводили матчі, зокрема, міські етнічні команди Бучача: «Буревій» (діяв у 1920—1930 роках при Бучацькій повітовій філії українського товариства «Сокіл»), «Поґонь», «Маккабі».

### Радянський період

#### «Комсомолець», «Авангард»
Певний час стадіон мав назви «Комсомолець», «Авангард». На ньому проводили свої домашні матчі команди бучацькі «Авангард», «Спартак».

#### «Колгоспник», «Колос»
Після реконструкції стадіону в 1965—1966 роках він отримав нову назву. Певний час трав'яний газон, душові, роздягальні спортарени були найкращими в області. Багато зусиль для догляду за газоном докладав працівник стадіону Анчаковський.
29 жовтня — 5 листопада 1966 р. в Бучачі на реконструйованому стадіоні «Колос» проходив фінальний раунд всеукраїнської стадії змагань серед колективів фізкультури. Бучацький «Колгоспник» став срібним призером, поступившись команді «Металіст» Севастополь. Учасниками також були команди Вінницької, Донецької, Житомирської, Полтавської областей.
У 1969 р. на стадіоні проходив фінальний раунд змагань ЦР ДСТ «Колос». Бучацький «Колос» став переможцем.
На стадіоні в ті часи також проводились масові заходи, зокрема, святкування Днів молоді. Під час одного з таких у червні 1988 на стадіоні виступав гурт «Ватра» (солістка Білозір Оксана).
Після відкриття наприкінці 1980-х нового однойменного стадіону на південній околиці міста перестав бути головною футбольною спорудою міста. Був переданий на баланс місцевого ПТУ № 26.

### Після відновлення Незалежности України
Використовується як тренувальний учнями Бучацької ДЮСШ, Бучацького колегіуму ім. Св. Йосафата. На ньому проводяться матчі попередніх стадій розіграшів Кубка району з футболу.
Має бігові гареві доріжки, які значно поросли травою. Частина бігової доріжки була після спорудження в 1984 році монументу та братської могили радянських солдатів. 2 ями для стрибків у довжину та потрійного не функціонують. Сектор для штовхання ядра якийсь час був повністю зруйнований. Був відновлений за сприяння тренера Івана Чуби.

## Світлини

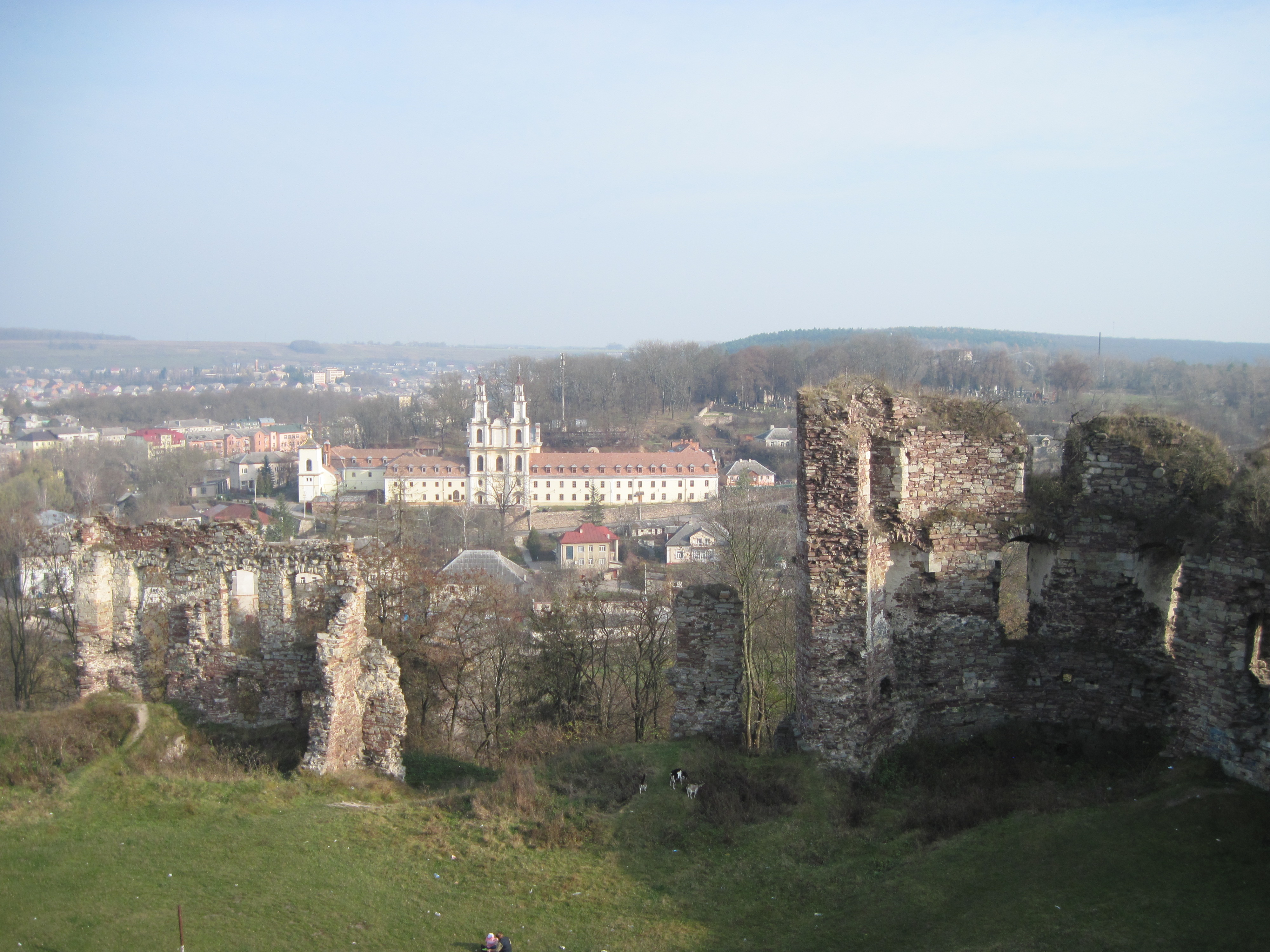
Вигляд на старий стадіон із стіни замку
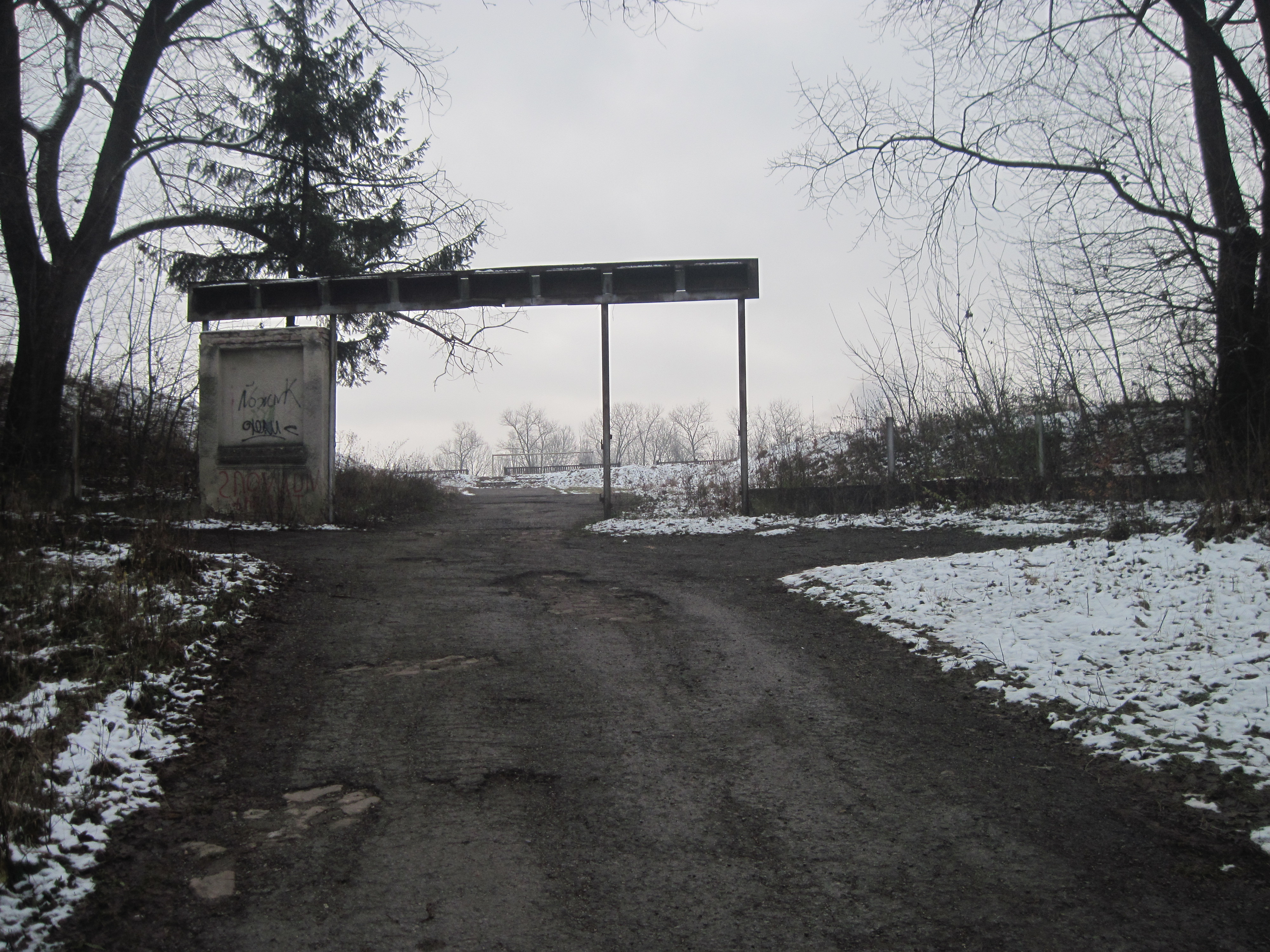
Вхід з вул. Міцкевича, осінь 2014
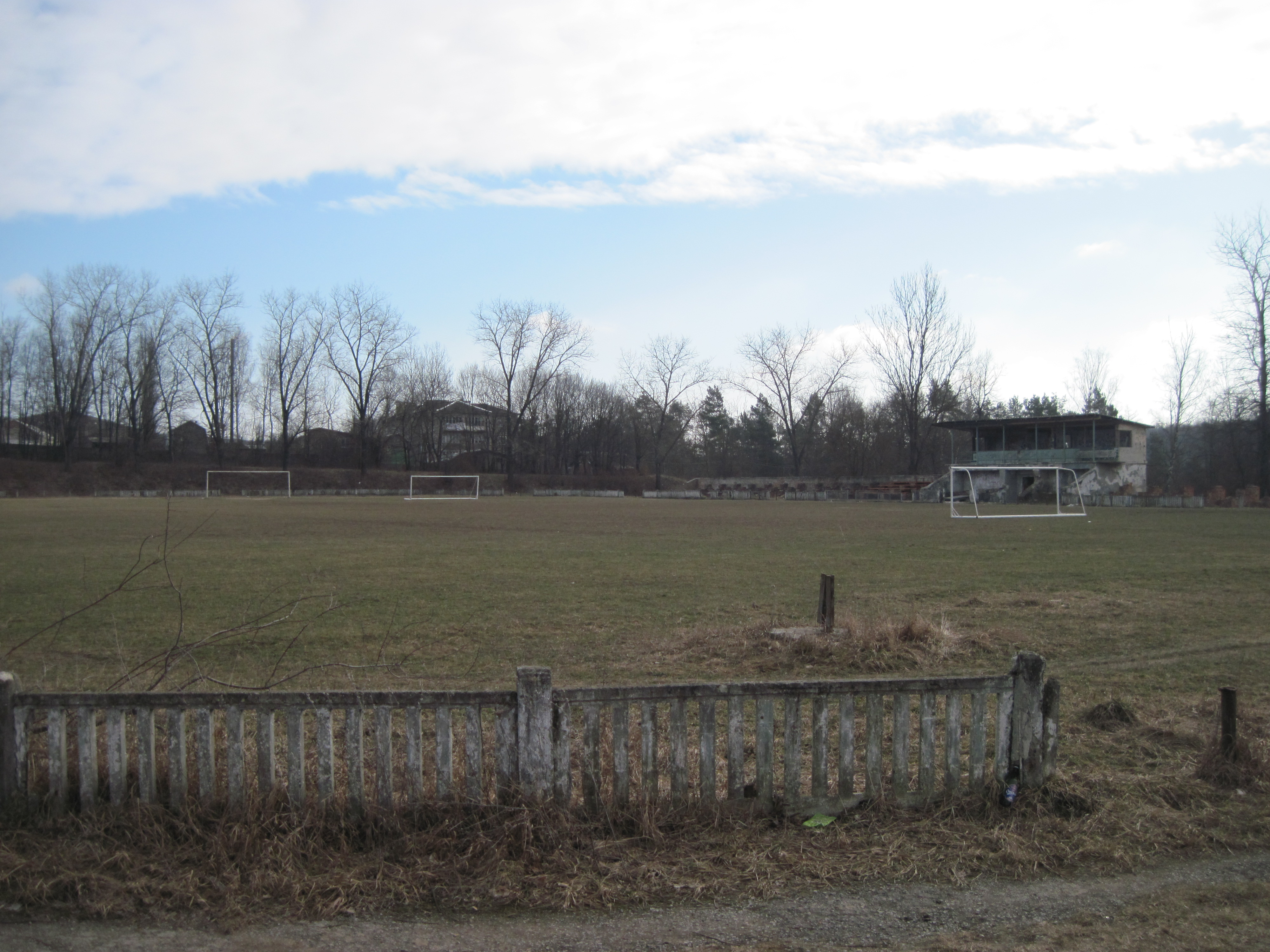
Лютий 2015
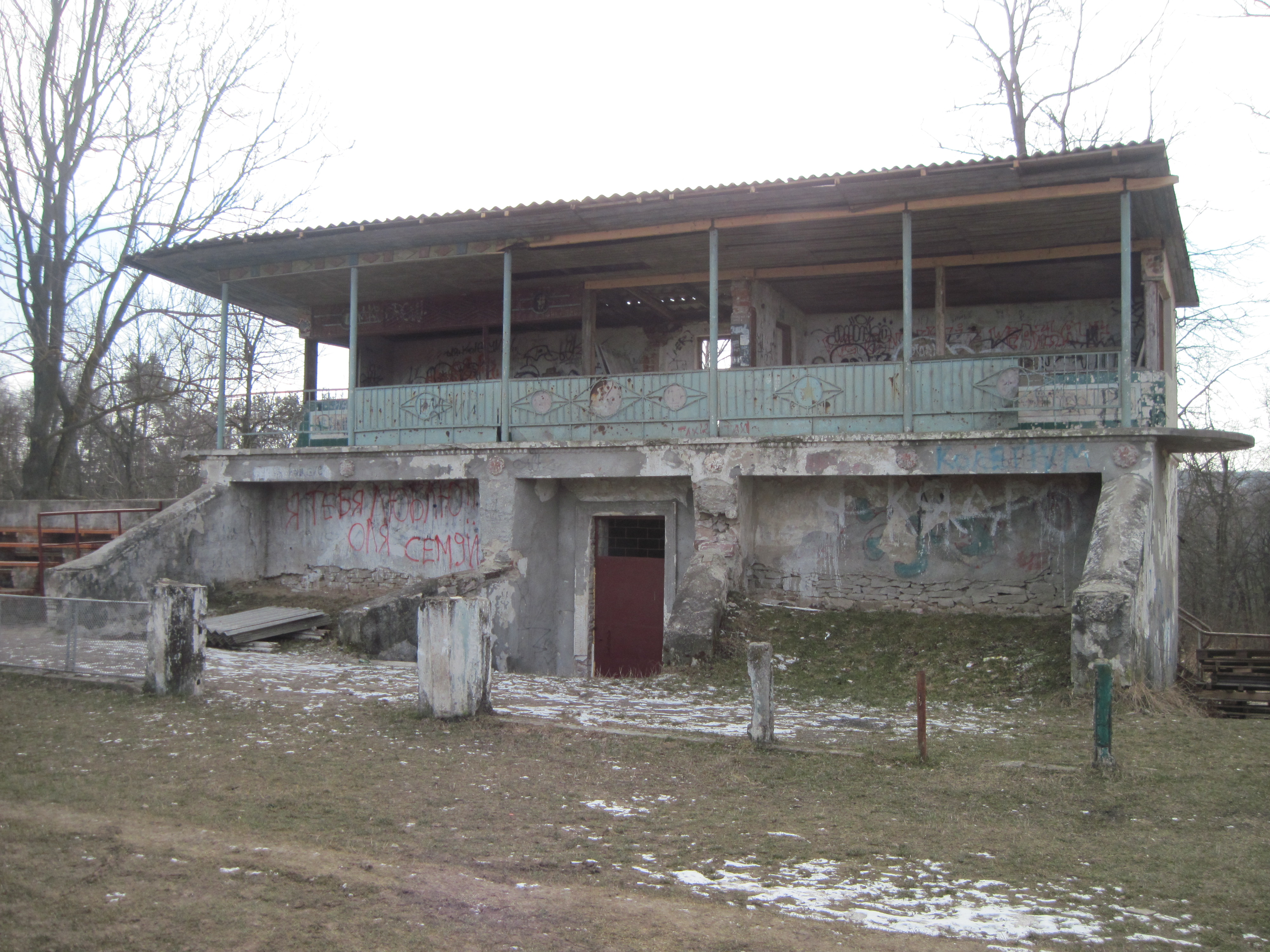
Центральна трибуна, 2015